# Cappelle dei Marsi
Cappelle dei Marsi è l'unica frazione di circa 800 abitanti del comune di Scurcola Marsicana, in provincia dell'Aquila.

## Geografia fisica

### Territorio
Il paese è situato sul versante orientale dei piani Palentini a un'altitudine di 707 m s.l.m. al confine del comune di Scurcola Marsicana con quello di Avezzano. È dominato a sud-ovest dalla cima di San Felice (gruppo montuoso del Salviano), a sud dal basso colle Cesolino, e a nord-est dal massiccio del Velino. Nel suo territorio ricade l'area commerciale che si è sviluppata tra gli anni ottanta e novanta lungo la strada statale 5 Via Tiburtina Valeria.
Dista circa 4 chilometri e mezzo dal capoluogo comunale.
Il torrente Ràfia (o La Ràffia) percorre la parte occidentale del territorio fino a confluire poco più a nord, tra i comuni di Magliano de' Marsi e Scurcola, nell'Imele dando origine al fiume Salto.

## Origini del nome
Sull'etimologia del nome "Cappelle" sono state avanzate due ipotesi: quella più probabile e accettata dagli studiosi lega il toponimo alle celle adibite a piccole abitazione dai monaci cistercensi; l'altra, invece, al termine latino "Capellae", ovvero piccole capre.

## Storia

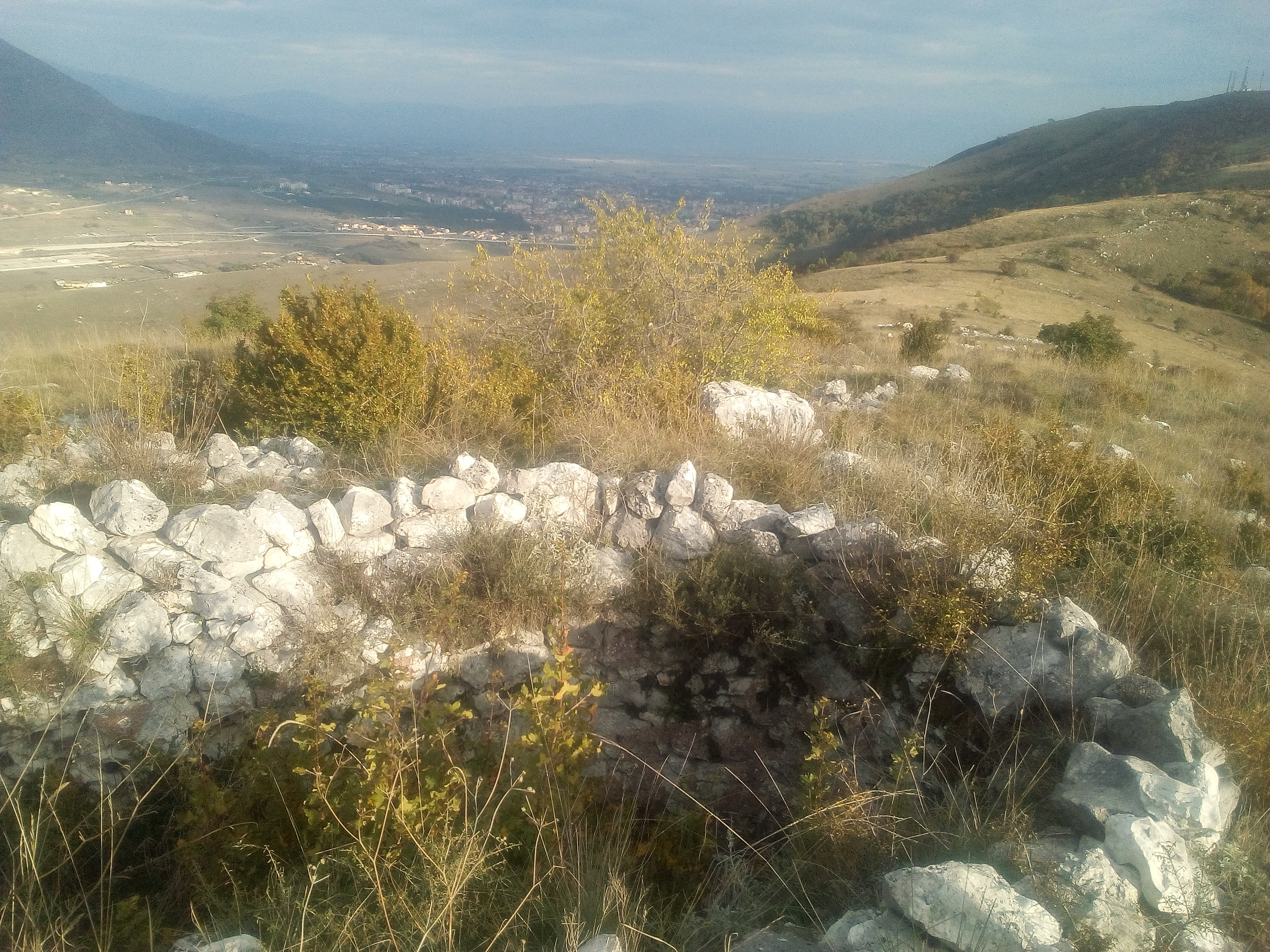
Cisterna della chiesa scomparsa di San Giovanni d'Alizio (monte San Felice)

Sul monte San Felice, cima del gruppo montuoso del Salviano che sovrasta a sud-ovest il paese, si trovano le tracce dell'ocre italico di San Giovanni d'Alizio (o San Giovanni d'Alezzo) risalente all'età del ferro che fu abbandonato probabilmente intorno alla fine del IV secolo d.C. successivamente al processo di romanizzazione avvenuto nel territorio marsicano.
L'area pianeggiante dove sorge il paese contemporaneo segnò in antichità il confine meridionale degli Equi con i Marsi.
Il nome e la storia del paese di Cappelle sono legati alla presenza nel suo territorio dei monaci cistercensi che nel Medioevo costruirono attorno ad un antico monastero tre cappelle dedicate a san Nicola.
Inclusa nella contea di Albe, durante il Basso Medioevo fu soggetta come gran parte dei centri marsicani prima agli Orsini e, dagli ultimi anni del Quattrocento, ai Colonna. 
Il paese fu autonomo già nel XVI secolo essendo dotato di universitas propria e di uno stemma. 
All'epoca e per tutto il secolo successivo fu al centro di forti diatribe, in particolare, con le università limitrofe di Albe ed Antrosano ed anche con quelle di Avezzano, Magliano de' Marsi e Scurcola per il possesso di terreni e boschi e per il diritto di pascolo nella selva di Agnano, la contemporanea località di Fagnano, situata tra Antrosano e la collina di San Nicola di Albe. 
Solo con una disposizione emanata nella prima metà del XVI secolo si stabilirono i confini tra le varie contrade e i relativi diritti al pascolo. Tuttavia la controversia proseguì per tutto il XVII secolo, in particolare nel 1667 i massari di Cappelle rivendicarono con forza il possesso della selva e dei terreni adiacenti.
Il terremoto della Marsica del 1915 è stato un evento che ha segnato il paese. Cappelle dei Marsi è stata completamente rasa al suolo facendo registrare un'altissima percentuale di vittime tra la sua popolazione. Il comune marchigiano di Pollenza fu il primo a prestare soccorso alla comunità della frazione. La grande scossa, tra X e XI grado della scala Mercalli, è tristemente descritta come "i quattro undicesimi di Avezzano, Cappelle, Gioia e San Benedetto". Anche il paese di Cappelle, come quasi tutti i centri della Marsica, è stato ricostruito nel corso della seconda metà del XX secolo.

## Monumenti e luoghi d'interesse

### Architetture religiose

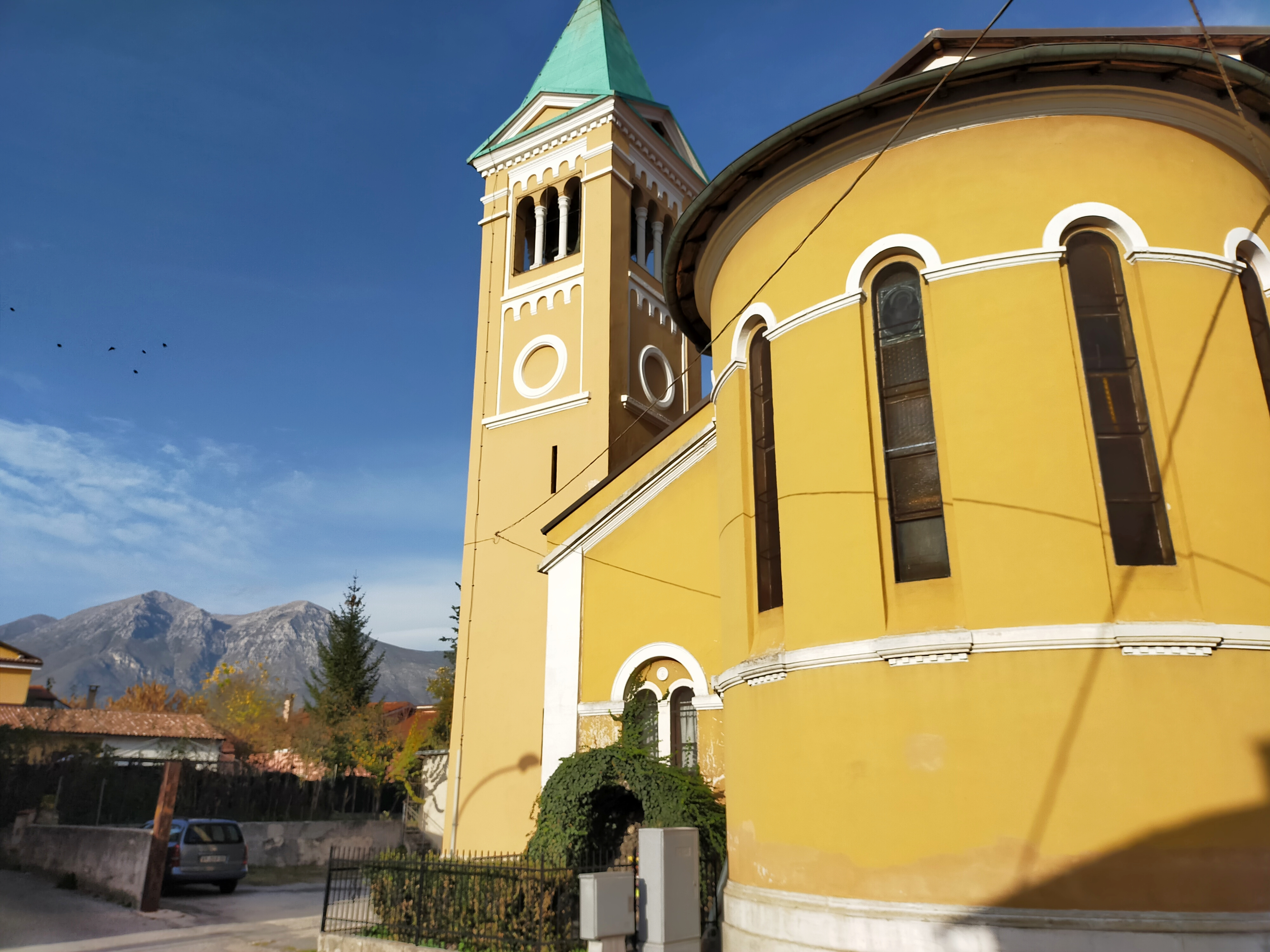
Campanile e area absidale della chiesa di San Nicola

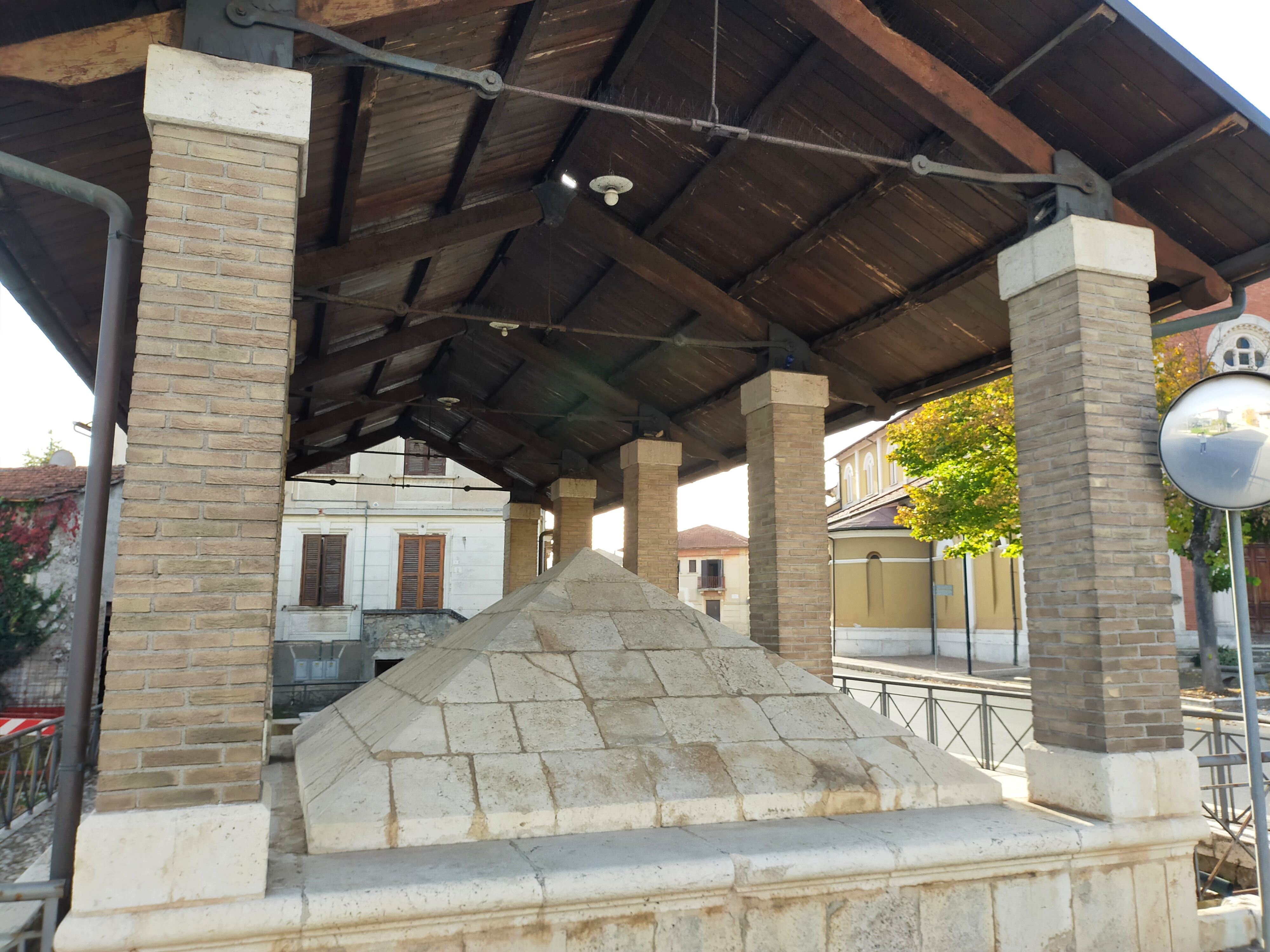
Il lavatoio

Chiesa di San Nicola di BariAppare citata per la prima volta nel 1188 nella bolla di Papa Clemente III con il nome antico di S. Nicolai de Cappellis. Danneggiata gravemente dal terremoto del 1915, fu demolita e ricostruita. L'antico organo da quindici canne fu costruito nel 1846 dai priori e rimodernato nei primi anni del XX secolo dalla ditta Prof. Cav. Eligio Bevilacqua di Torre dei Nolfi.
- Chiesetta degli Alpini sul monte San Felice edificata sul sito dell'antica chiesa di San Felice in Monticello.[16]

### Architetture civili
L'antico lavatoio pubblico è situato al centro del paese. Fu restaurato nel 1887, nel 1958 e nel biennio 2001-2002.

### Siti archeologici
Tracce del centro fortificato protostorico di San Giovanni d'Alizio e della chiesa altomedievale di Sancti Iohannis de Alitio a circa 1030 m s.l.m., appartenuta forse al vicino feudo di Pietraquaria. I ruderi si trovano sul monte San Felice, gruppo montuoso del Salviano.

### Aree naturali

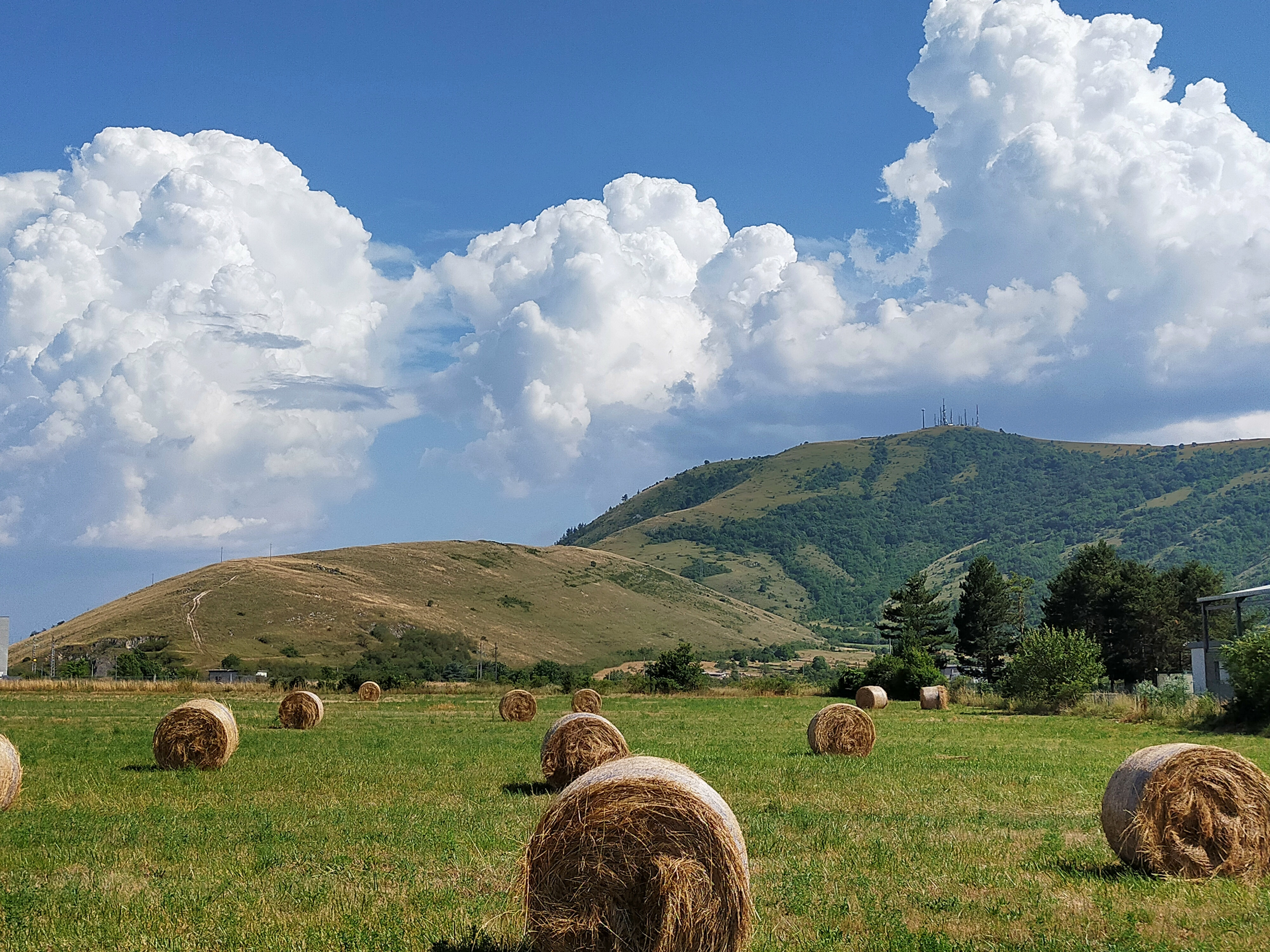
Veduta del colle San Silvestro e del monte Cimarani (gruppo del Salviano)

Grotte PalentinePiccole grotte situate tra le montagne dei piani Palentini, tra Cese dei Marsi e Cappelle, utilizzate dai pastori e, durante la seconda guerra mondiale, come nascondiglio dai partigiani e dai prigionieri alleati fuggiti dal campo di concentramento di Avezzano e da quelli abruzzesi.

## Società

### Tradizioni e folclore
A metà luglio si svolgono le feste in onore del patrono san Nicola di Bari e di sant'Antonio abate. La festa in origine si svolgeva durante la seconda domenica di maggio. Annualmente, il 6 dicembre, si tengono le celebrazioni religiose in onore di san Nicola.

## Economia

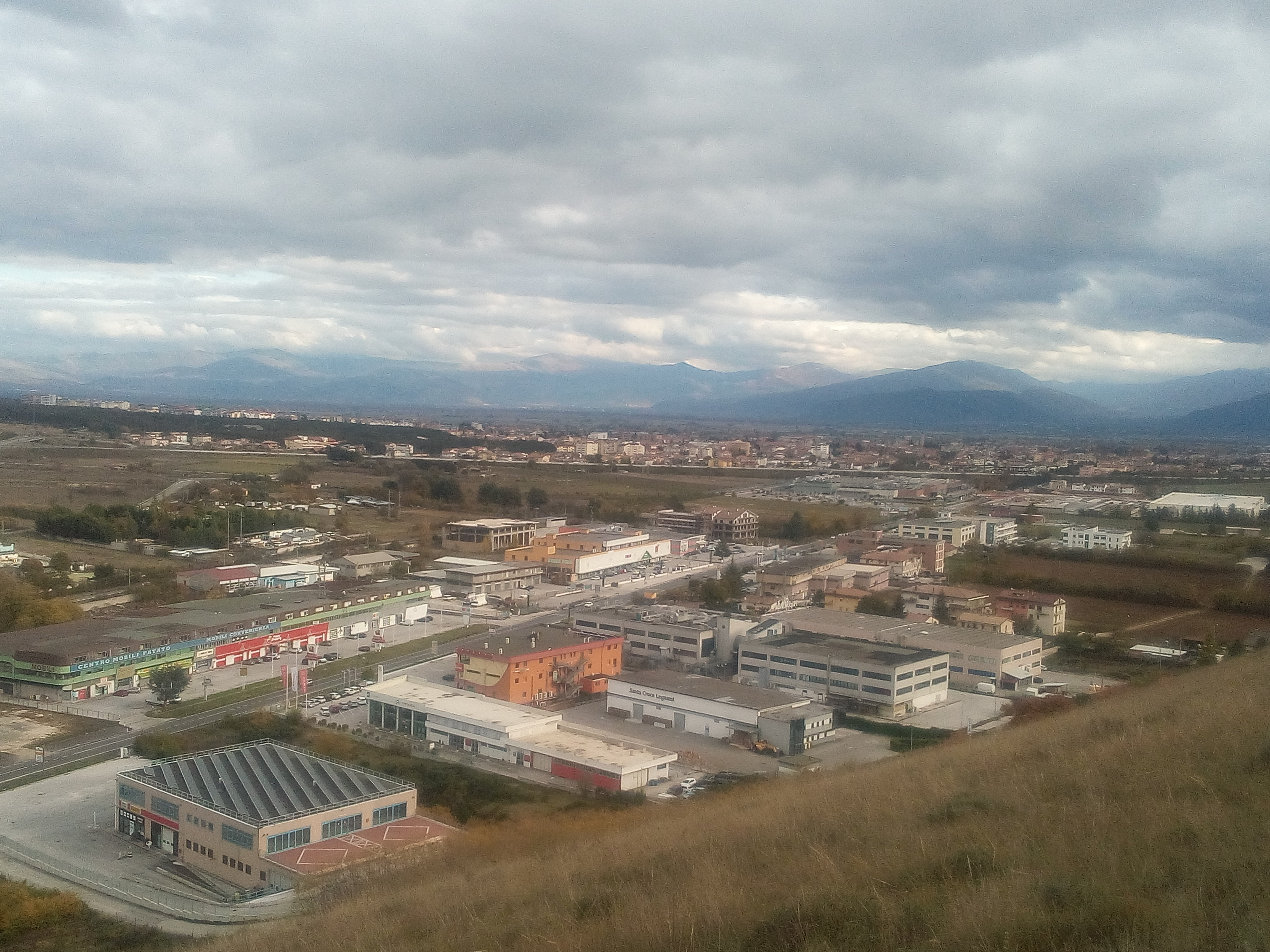
Veduta parziale del centro commerciale

L'area industriale, artigianale e commerciale di Cappelle dei Marsi è situata lungo la strada statale 5 Via Tiburtina Valeria, tra il paese ed Avezzano. Si è sviluppata a cominciare dagli anni ottanta e novanta. Ospita oltre cento strutture produttive della piccola industria, dell'artigianato e del commercio.

## Infrastrutture e trasporti

### Strade
Il paese è situato lungo la strada statale 5 Via Tiburtina Valeria. Non distante dal centro urbano c'è l'innesto alla strada statale 578 Salto Cicolana che collega Avezzano a Rieti. La strade provinciali 125 di Antrosano attraversa il territorio.

### Ferrovie
La stazione di Cappelle-Magliano è una fermata ferroviaria posta sulla linea ferroviaria Roma-Pescara a servizio della frazione di Cappelle dei Marsi e del comune di Magliano de' Marsi.

## Sport

### Calcio
La squadra di calcio del paese è stata l'A.S.D. Cappelle dei Marsi che ha militato nei tornei dilettantistici abruzzesi. Nel 2017 la società si è unita con quella della vicina Scurcola Marsicana costituendo la Marsicana S.C.